# Flintstonowie: Rockula i Frankenstone
Flintstonowie: Rockula i Frankenstone (ang. The Flintstones Meet Rockula and Frankenstone) – amerykański film animowany wyprodukowany przez Hanna-Barbera. zrealizowany na podstawie serialu Flinstonowie.
Film był dawniej emitowany w Cartoon Network w Kinie Cartoon Network.

## Obsada
- Henry Corden – Fred Flintstone
- Mel Blanc –
  - Barney Rubble,
  - Dino
- Jean Vander Pyl –
  - Wilma Flintstone,
  - Gladys
- Gay Autterson – Betty Rubble
- Ted Cassidy – Frankenstone
- Casey Kasem – Monty Marble
- Don Messick – Igor
- John Stephenson – Hrabia Rockula
- Lennie Weinrib – Pan Silika